# Roman Kresta
Roman Kresta, né le 24 avril 1976, est un pilote automobile tchèque de rallyes.

## Biographie
Il commence sa carrière sportive automobile en 1994, et reste toujours actif dans le monde du rallye en 2013 au sein de son championnat national. Il a dominé ce dernier sur l'ensemble des années 2000. En 2004 il s'essaie aussi dans la discipline du sprintrally (vainqueur pour son unique sortie à Kopná), dont il remporte le titre en 2010 pour son unique saison régulière, avec 5 victoires à la clé.
Jan Tománek est son copilote de 1994 à 2005, avec un intermède par Miloš Hůlka en 2002 et 2003, puis Petr Gross devient son navigateur de 2006 jusqu'à 2013.
Il participe à 43 courses du championnat mondial, entre 2001 (rallye de Grèce) et 2010 (rallye de Finlande), glânant 30 points et 4 remportant 4 E.S.. Ses deux meilleurs résultat en WRC sont obtenus en 2005, avec deux 5e places successives, au Tour de Corse et au rallye de Catalogne sur Ford Focus WRC. La même année il termine 8e du championnat. Il suit de façon assez régulière les épreuves des saisons 2001 à 2005, successivement sur Škoda Octavia WRC (pilote d'usine en 2001 et 2002), Peugeot 206 WRC, et Ford Focus WRC (pilote d'usine en 2005, il cède sa place à Mikko Hirvonen la saison suivante). Il est également pilote officiel de l'équipe Bozian Racing en 2003.
En 2014, il remporte encore la 4e épreuve spéciale de son rallye national en ERC, à 38 ans passés sur une Škoda Fabia S2000 éprouvée.

## Palmarès

### Titres
(13 titres nationaux en rallye)
- Quintuple Champion de Tchéquie des rallyes: 2000 et 2001 sur Škoda Octavia WRC (copilote J.Tománek), puis 2008 et 2009 sur Mitsubishi Lancer Evo IX et/ou Peugeot 207 S2000 (copilote P.Gross), et 2011 sur Škoda Fabia S2000 (copilote P.Gross);
- Champion de Tchéquie de Rallysprint: 2010, sur Mitsubishi Lancer Evo IX, Peugeot 207 S2000, et Škoda Fabia S2000;
- Champion de Tchéquie des rallyes S2000: 2011;
- Champion de Tchéquie des rallyes du Groupe 2: 2011;
- Champion de Tchéquie des rallyes de classe N: 2008;
- Champion de Tchéquie des rallyes de classe N4: 2008;
- Champion de Tchéquie des rallyes de classe A8: 2000 et 2001;
- Champion de Tchéquie des rallyes de classe A6: 1999;
- Champion de Tchéquie des rallyes Formule 2: 1999;
- Champion de Tchéquie des rallyes de classe A5: 1998; 
  - Vice-champion de Tchéquie des rallyes: 2012;
  - Vice-champion de Tchéquie des rallyes de classe 2: 2012;
  - Vice-champion de Tchéquie des rallyes de classe N: 2009;
  - Vice-champion de Tchéquie des rallyes de classe N4: 2009;
  - Vice-champion de Tchéquie de rallysprint de classe N: 2010;
  - Vice-champion de Tchéquie de rallysprint de classe N4: 2010;
  - Vice-champion de Tchéquie de rallysprint S2000: 2010;
  - 3e de la coupe FIA des rallyes de zone centre: 2011 et 2012;
  - 3e du championnat de Tchéquie, en 2004 et 2007;
  - 3e du championnat de Tchéquie S2000, en 2010;
  - 3e du championnat de Tchéquie de classe N4, et de classe N, en 2007;

### 10 victoires en championnat d'Europe
- Rallye de Bohême: 2000, 2001, 2002 et 2003;
- Rallye de Tchéquie: 2000, 2001 et 2006;
- Rallye de Šumava: 2001 et 2003;
- Rallye Matador: 2004;

(nb: en 2012 il termine encore 2e de son rallye national, et en 2013 il finit 3e du rallye de Bohême)

### Victoires en championnat de Tchéquie
- 25 couronnes, de 2000 (rallye de Krumlov) à 2012 (rallye de Tchéquie).

## Photothèque

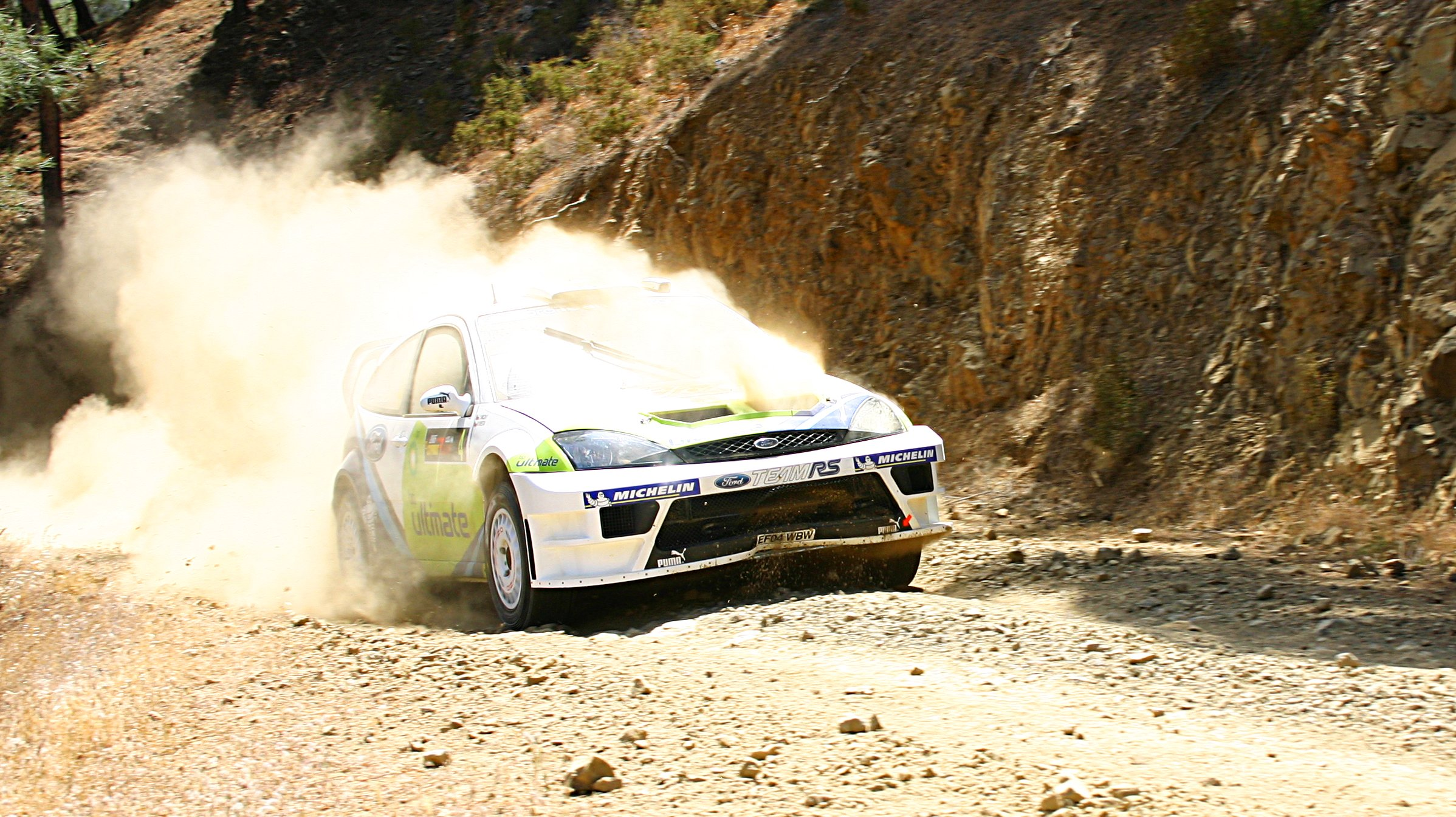
Chypre en 2005 (WRC);
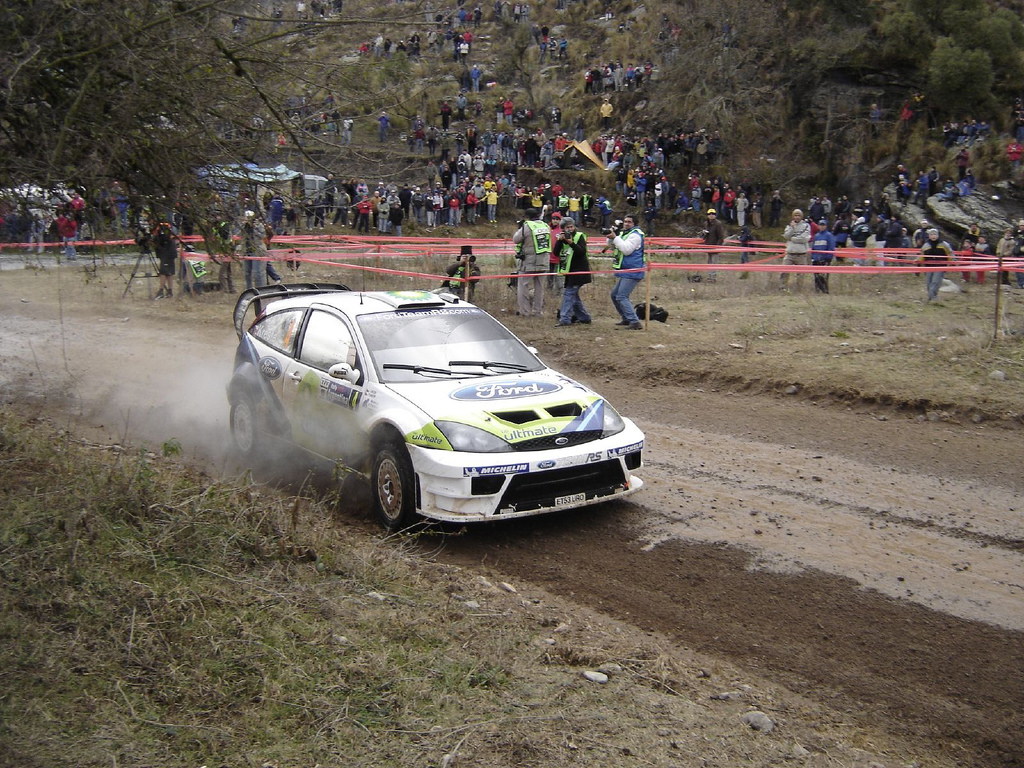
Argentine en 2005 (WRC);
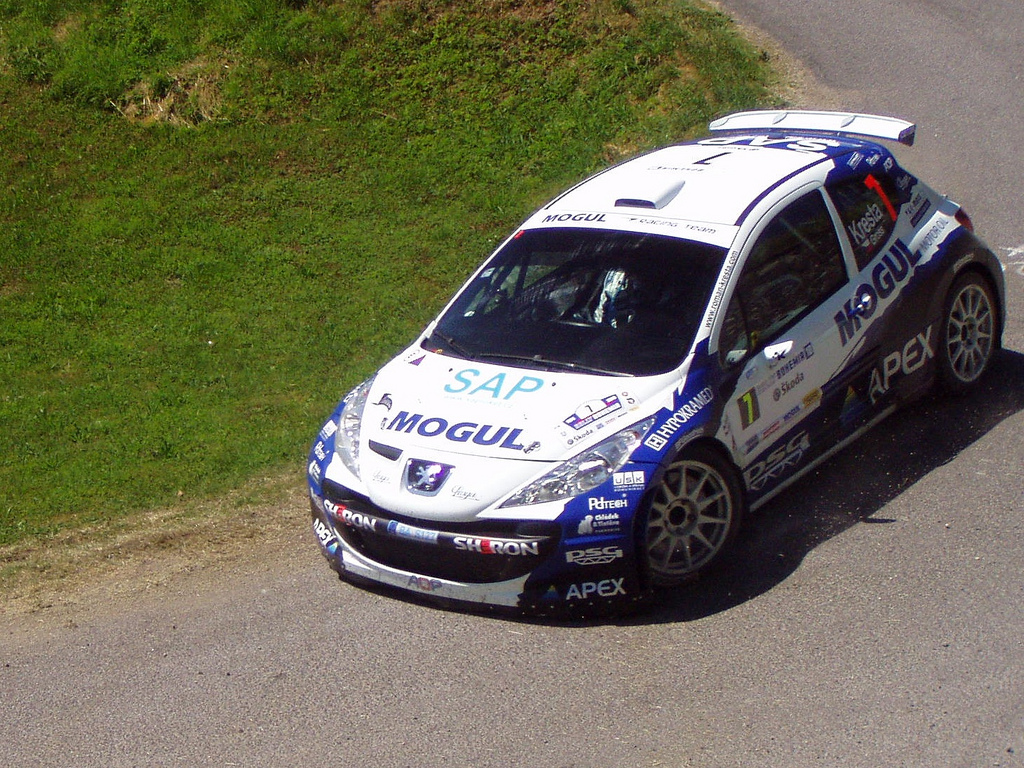
Bohême en 2010 (ERC);
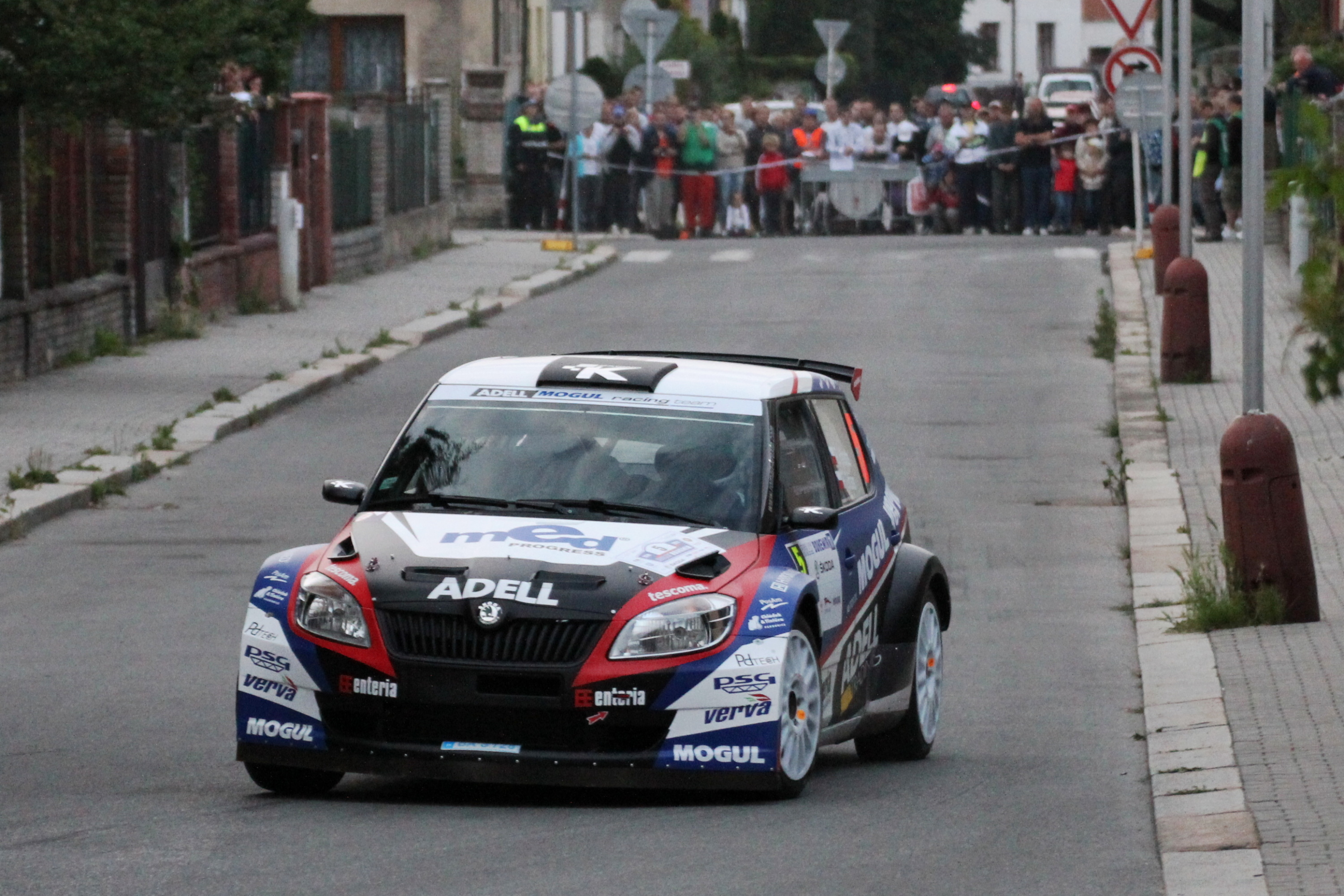
Bohême en 2011 (ERC);
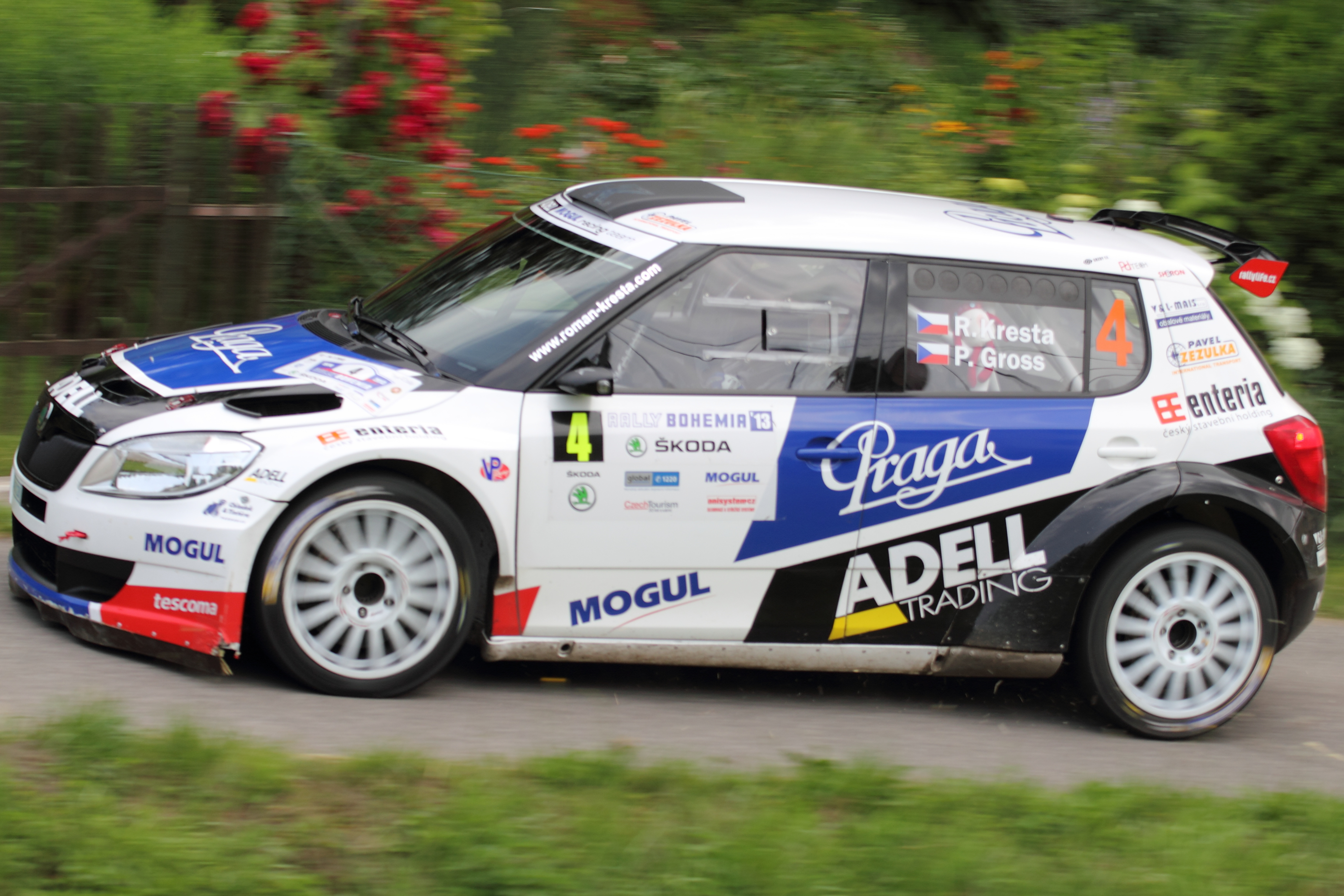
Bohême en 2013 (ERC);
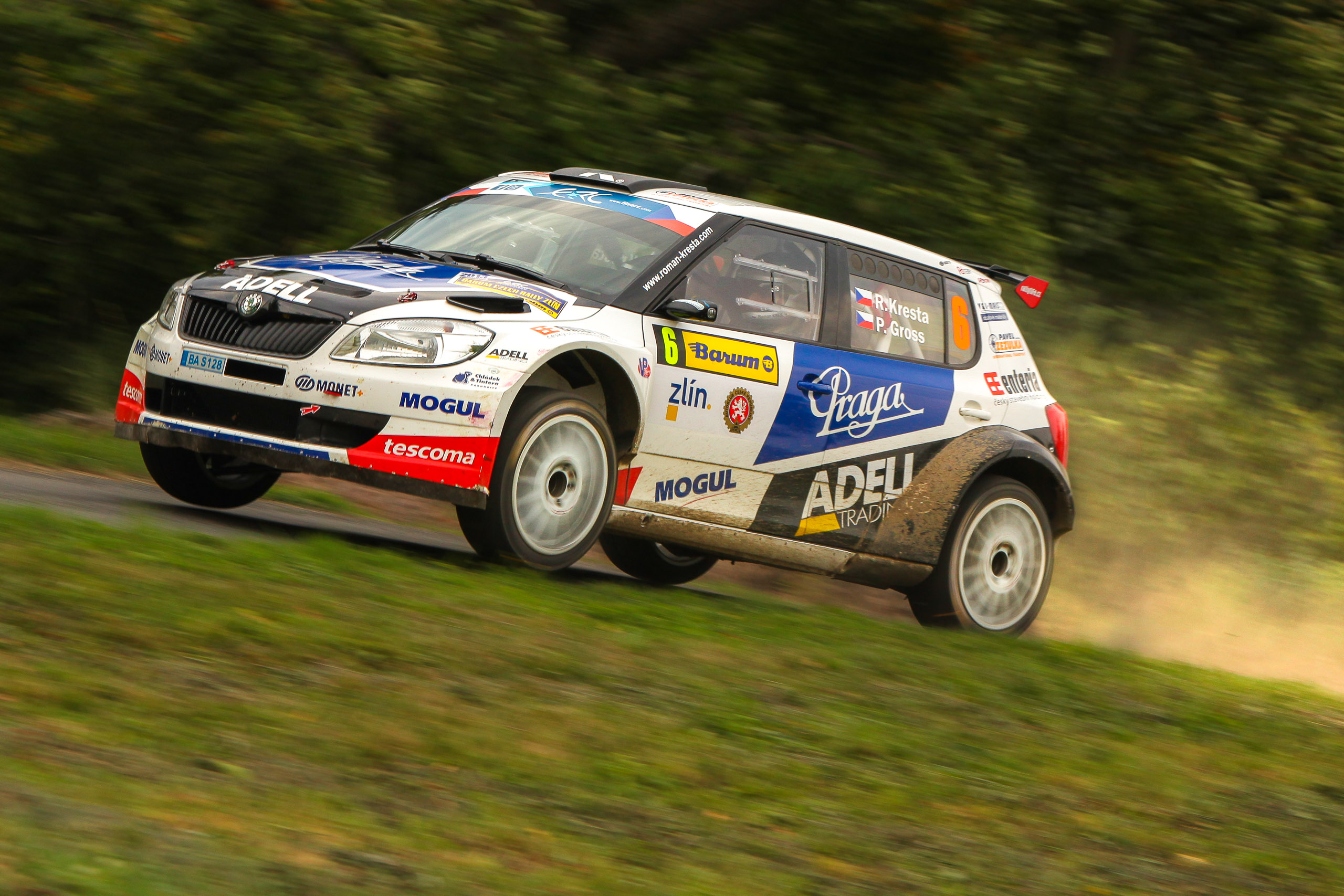
Sa Škoda Fabia S2000 (version 2013).